# Cercyonis olympus
Cercyonis olympus är en fjärilsart som beskrevs av Edwards 1880. Cercyonis olympus ingår i släktet Cercyonis och familjen praktfjärilar. Inga underarter finns listade i Catalogue of Life.